# St. Johannes der Täufer (Ahlden)

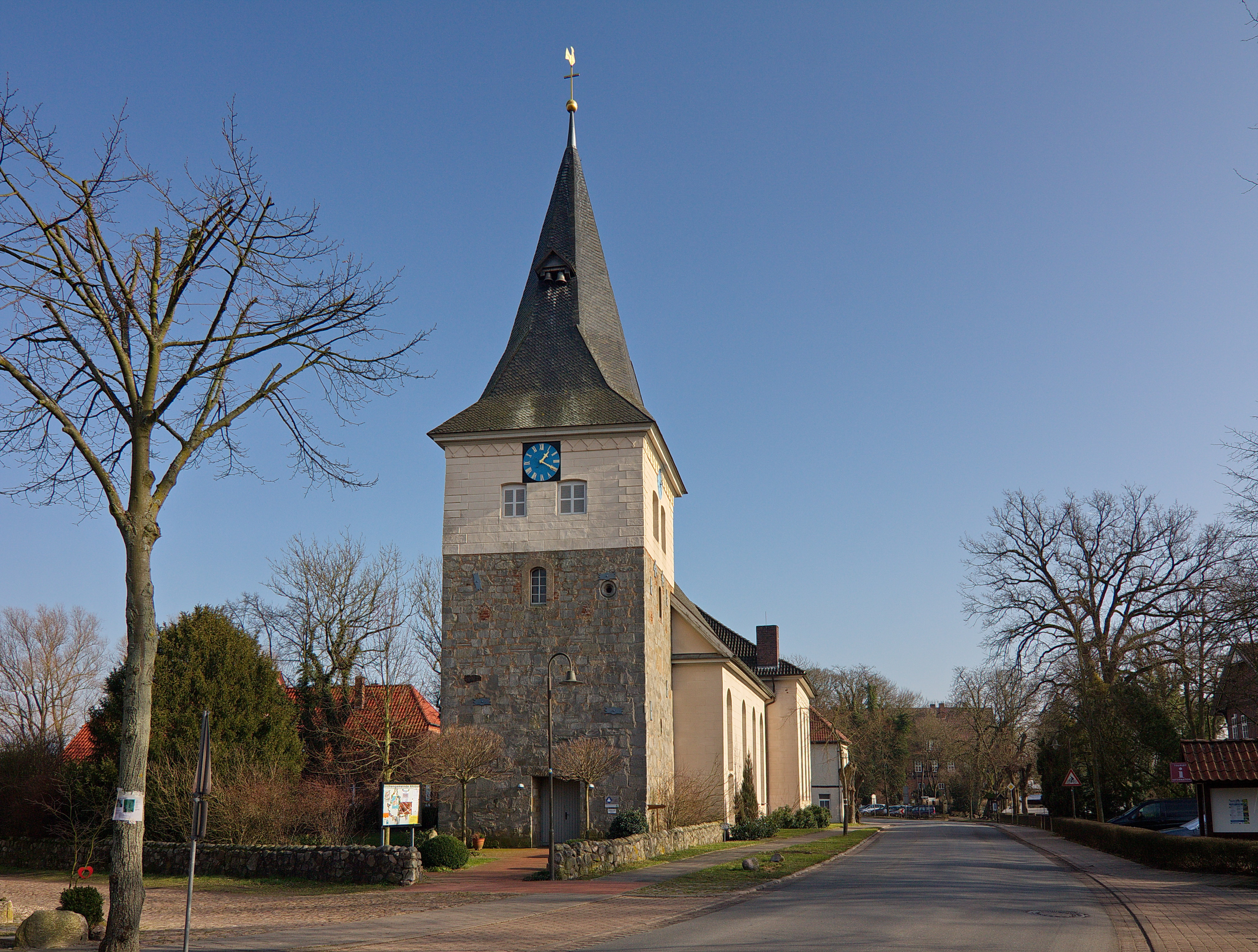
St. Johannes der Täufer

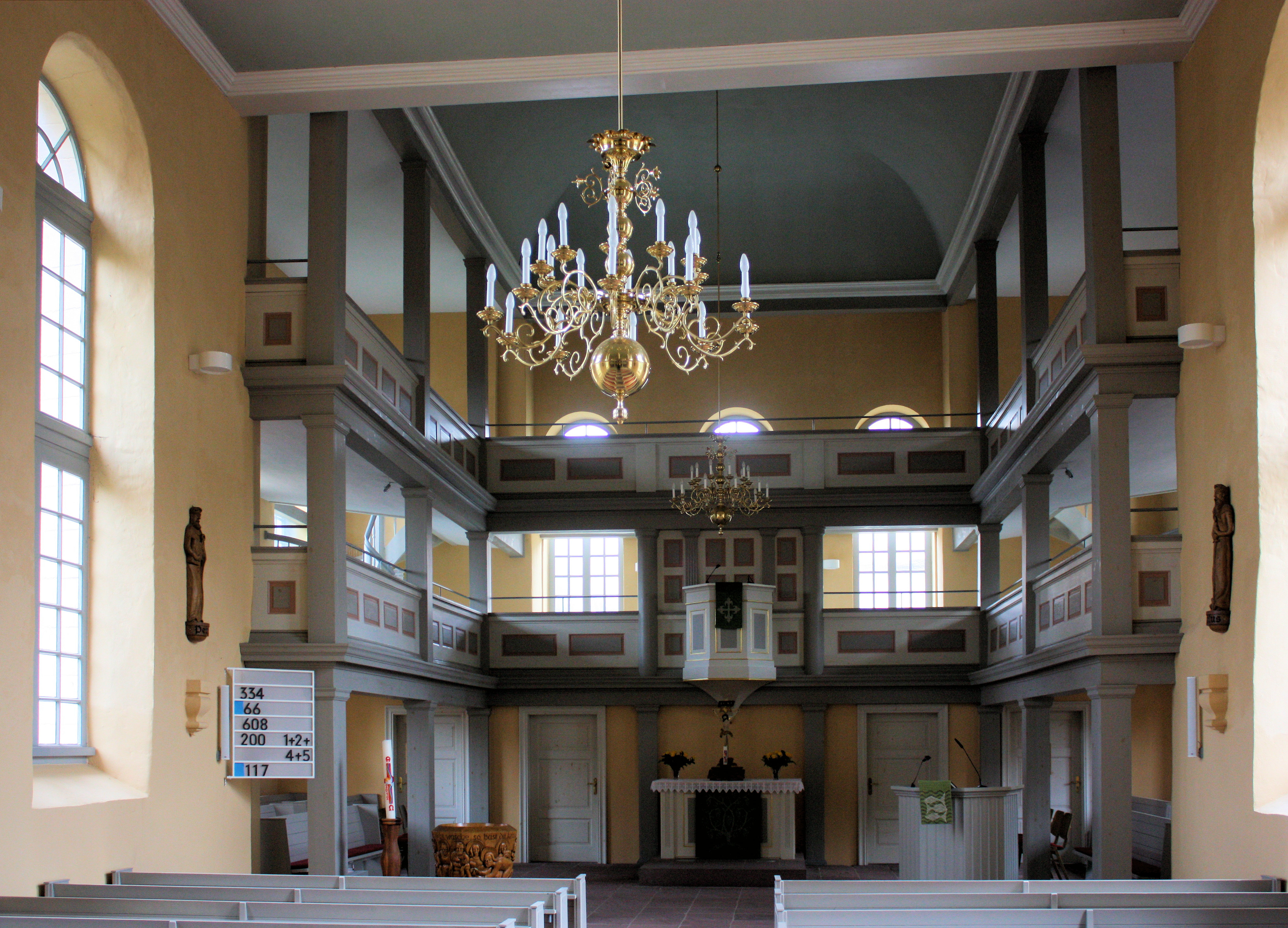
Innenansicht

Die evangelisch-lutherische Kirche St. Johannes der Täufer steht in Ahlden, einem Flecken im Landkreis Heidekreis in Niedersachsen. Die Kirche steht unter Denkmalschutz. Die Kirchengemeinde gehört zum Kirchenkreis Walsrode der Evangelisch-lutherischen Landeskirche Hannover.

## Beschreibung
Die erste urkundliche Erwähnung einer Kirche war im Jahre 1202. Ein Archidiakon vom Bistum Minden hatte seit 1274 für kurze Zeit in Ahlden seinen Sitz. Die Kirche wurde zwischen 1846 und 1848 durch den Kirchenbauer Ludwig Hellner anstelle des untergegangenen Vorgängerbaus neu errichtet. Der spätgotische Kirchturm der älteren Missionskirche am Rande des alten Flussbetts der Aller aus dem 9. Jahrhundert, der noch aus der mittelalterlichen Blütezeit des Archidiakonats stammt, wurde im Zuge des Neubaus lediglich aufgestockt. Der Turm ist mit einem schiefergedeckten Helm bedeckt. In ihm hängt eine kleine Bronzeglocke von 1520.
Die neue Kirche bekam zu dem Turm ein rechteckiges spätklassizistisches Langhaus und einen Chor, der gegenüber dem Langhaus verbreitert und erhöht ist. Die Fassade des Chors ist durch die Kolossalordnung der Pilaster und Dreiecksgiebel gekennzeichnet. An der Nord- und Südseite des Chors befinden sich doppelstöckige Emporen auf Säulen in Dorischer Ordnung. Der Kanzelaltar wurde aus Bühren, einem Ortsteil der Gemeinde Binnen hierher versetzt. In der Halle des Turms befindet sich ein Grabstein von Arnold Ludwig Haxthausen.